# Lingua oriya
La lingua oriya (ଓଡ଼ିଆ, IAST: oḍa଼iā, romanizzato anche in odia e nota infatti anche come lingua odia) è una lingua indoaria parlata in India.
Al 2022, è parlata da 39,8 milioni di parlanti totali.

## Distribuzione geografica

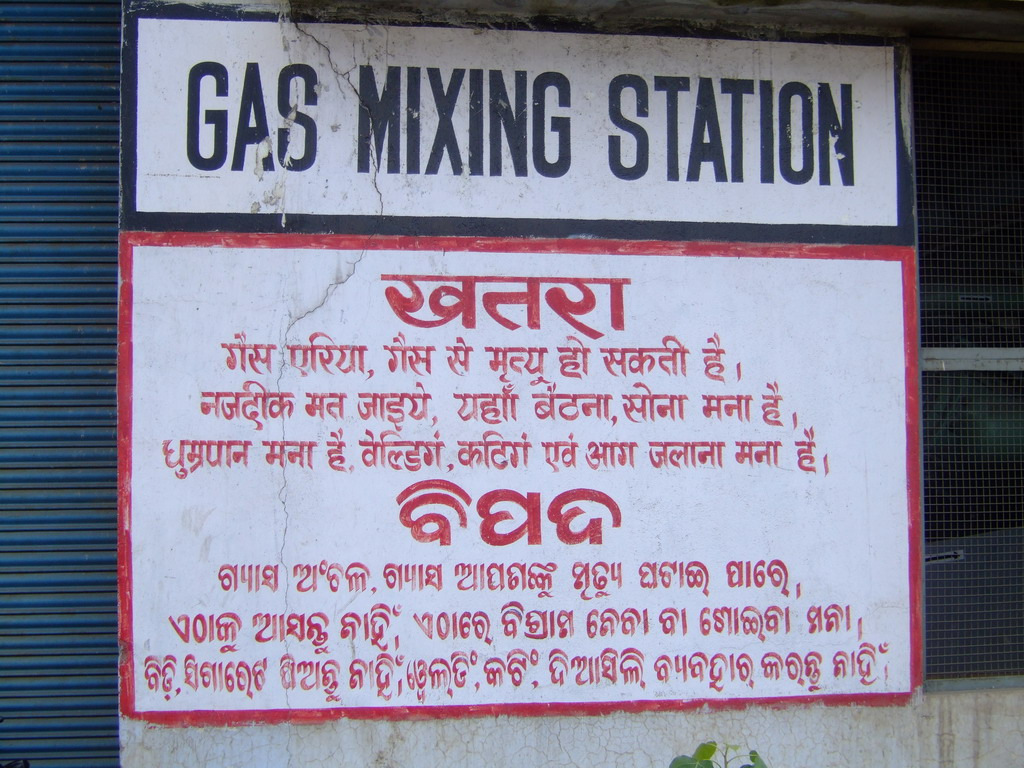
Avvertenze scritte in hindi (sopra) e in lingua oriya (sotto)

È parlata prevalentemente nello stato indiano di Orissa, sebbene ci siano altri gruppi significativi anche nel Bengala Occidentale (distretti di Midnapore Est e Midnapore Ovest), nello Jharkhand (distretto di Seraikela Kharsawan) e a Ichchapuram, città dell'Andra Pradesh. Per l'incremento dell'emigrazione per motivi di lavoro anche lo stato indiano del Gujarat ha un gruppo significativo di persone che parlano oriya e la città di Surat è così diventata la seconda città dell'India per numero di parlanti oriya. Al 2019, contava 34,5 milioni di parlanti madrelingua. 

### Lingua ufficiale
La lingua oriya è una delle 22 lingue ufficialmente riconosciute dall'allegato VIII della Costituzione dell'India. È lingua ufficiale dello stato indiano di Orissa.

### Dialetti e lingue derivate
Uno dei dialetti della lingua oriya, il sambalpuri,  ha ottenuto nel 2012 l'assegnazione di un proprio codice ISO 639-3, spv. Di conseguenza la codifica della lingua oriya nello standard ISO 639 è cambiata. I codici or e ori ora identificano una macrolingua composta da due membri:
- lingua oriya [codice ISO 639-3 ory][7]
- lingua sambalpuri [spv][8]

## Classificazione
L'oriya è una lingua che appartiene alla famiglia delle lingue indoarie. Si pensa discenda direttamente dal pracrito che era parlato nell'India orientale più di 1.500 anni fa. Assomiglia vagamente alle lingue moderne del gruppo bengalese (bengalese, maithili), e all'assamese. Di tutte le lingue parlate nel nord dell'India, l'oriya appare essere stata la meno influenzata dal persiano.